# Secondhandladen

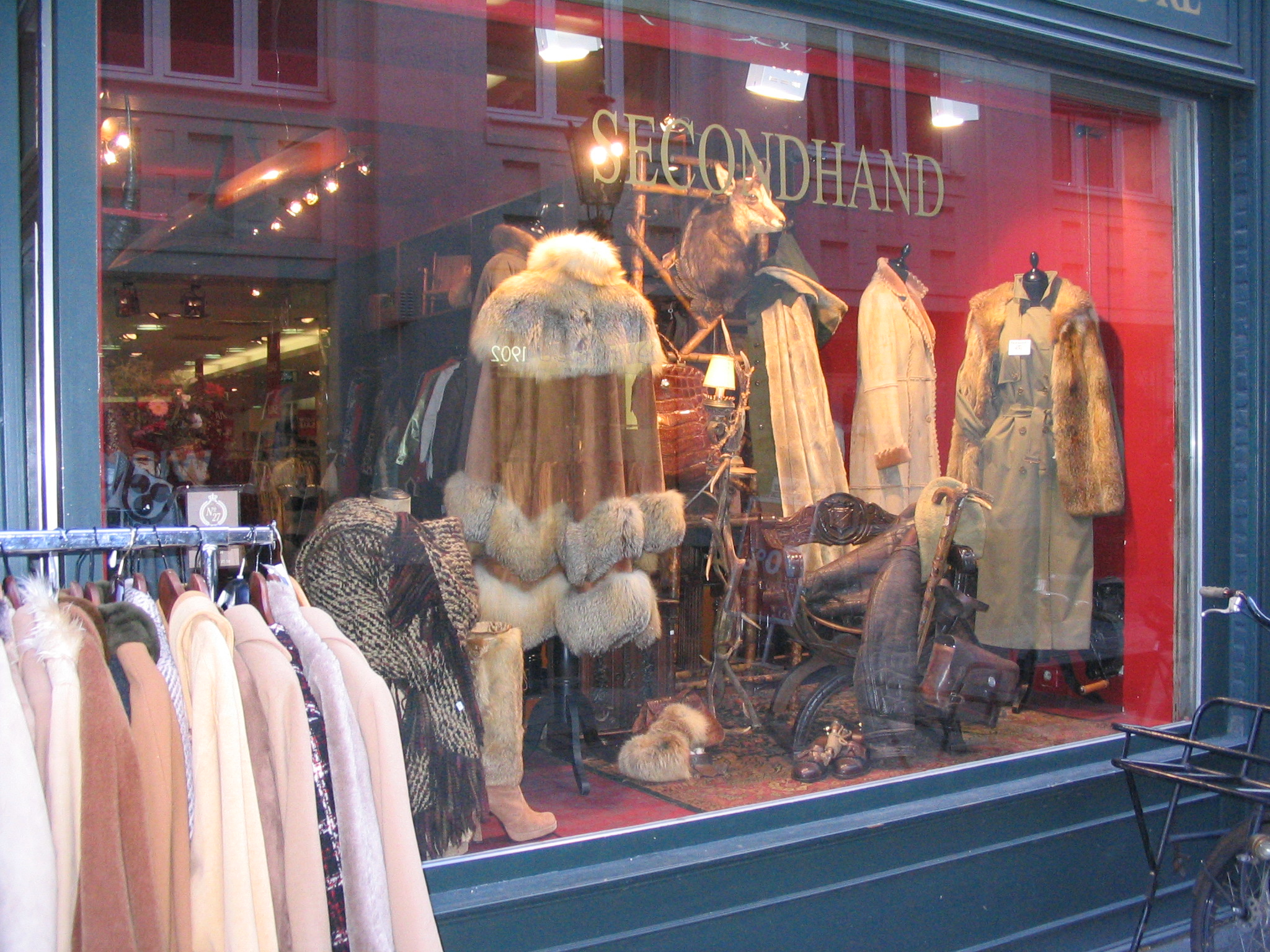
Secondhandladen für gebrauchte Bekleidung in der Wallstraße, Düsseldorf-Altstadt, 2011

Ein Gebrauchtwarenladen oder auch Secondhandladen verkauft gebrauchte Waren, wobei dabei vor allem getragene Bekleidung (siehe Secondhandkleidung) gemeint ist. Im Gegensatz zum digitalen Geschäftsmodell des ReCommerce verfügt ein Secondhandladen über einen physischen Verkaufsraum, ein Ladenlokal. Nicht alle Secondhandläden kaufen auch gebrauchte Ware von Privatpersonen an: Werden die Geschäfte von Wohltätigkeitsorganisationen betrieben, ist die Ware zumeist gespendet. Kommerziell betriebene Secondhandunternehmen mit vielen Filialen bekommen ihre Kleidung durch Sortierzentren zugeliefert, die aus den Textilien in der Altkleidersammlung besonders hochwertige sogenannte „Creme-Ware“ für den Wiederverkauf auswählen.

## Secondhandläden im engeren Sinn
Traditionell heißen Geschäfte für gebrauchte Bekleidung Secondhandladen. Es gibt auch Secondhandshops für Designerware, wie zum Beispiel das 1970 eröffnete Secondella in Hamburg oder Läden, die sich auf Vintage-Kleidung spezialisiert haben.
Angesichts der vergleichsweise geringen Benutzungsdauer bietet es sich für Kinderkleidung besonders an, diese gebraucht zu erwerben.

## Onlinehandel mit Secondhand-Produkten
Re-commerce-Unternehmen wie Rebuy und Momox bieten online gebrauchte Bücher, Elektrogeräte, Bekleidung und andere Produkte an. Dabei können sowohl Second-Hand-Artikel an die Plattformen verkauft werden als auch online erworben werden.
Im Bereich Second-Hand-Bekleidung gibt es Plattformen wie Vinted (ehemals Kleiderkreisel) auf denen Privatpersonen ihre gebrauchte Kleidung verkaufen können, aber auch Onlineshops die ausschließlich auf Vintagemode spezialisiert sind. Auch große Unternehmen aus der Textilbranche wie H&M, Zalando oder North Face haben begonnen, eigene Onlineangebote für gebrauchte Kleidung anzubieten.

## Gebrauchtwarenläden im weiteren Sinne

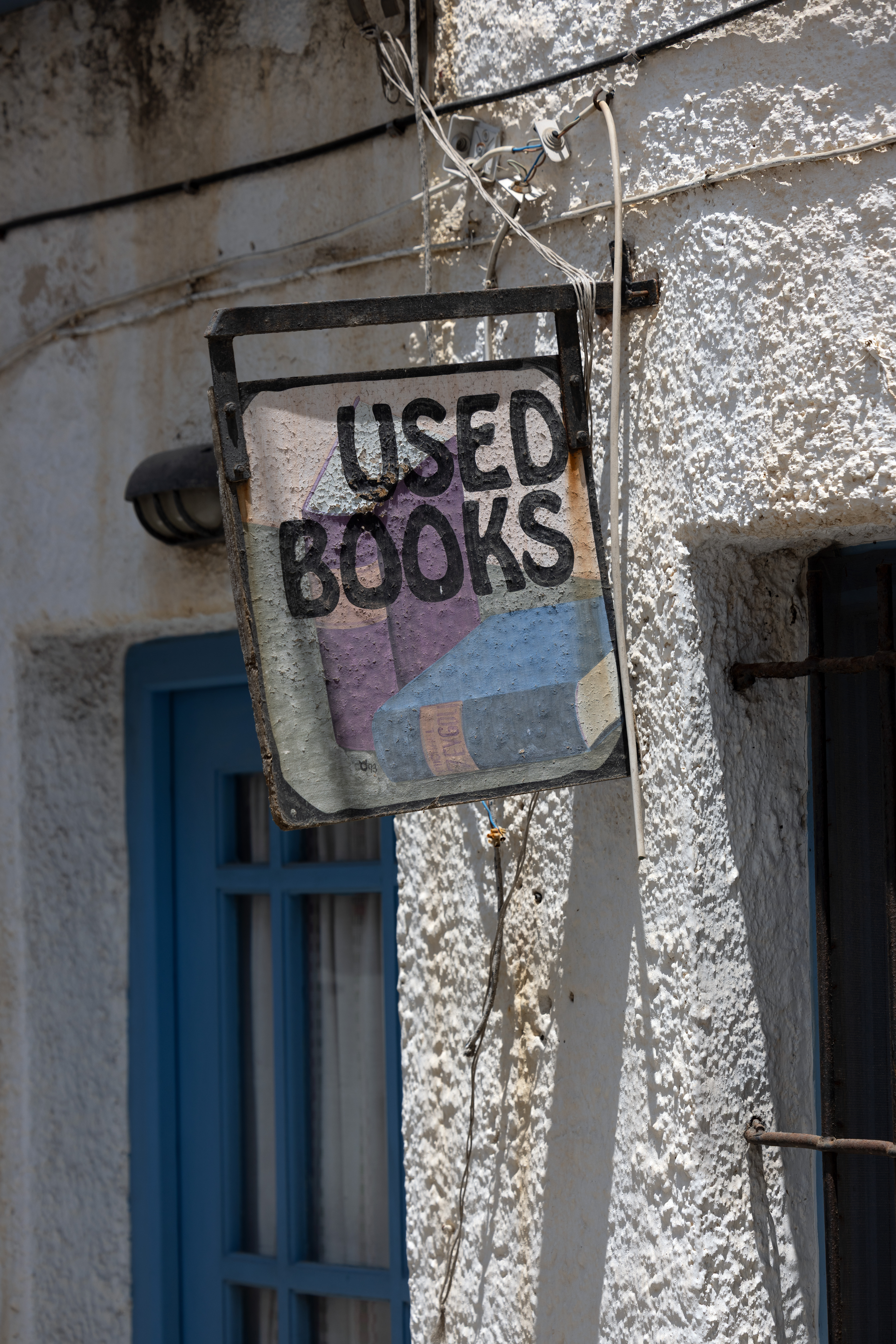
Bücher aus zweiter Hand (Naxos)

Seit mehreren Jahrzehnten nennt sich die Branche „An- und Verkauf“, nachdem der Begriff Trödler eine abwertende Note erhalten hatte. Zusätzlich zu ihrem Ladengeschäft beteiligen sich die Gebrauchtwarenhändler (wie andere neben einem Hauptberuf) oft an Flohmärkten.
Antiquariate, die gebrauchte oder vergriffene Bücher und andere Druckwerke an- und verkaufen, gibt es parallel – sie sind als Sonderform des Gebrauchtwarenladens einzustufen. Zeitlich parallel zu den Secondhandläden für gebrauchte Kleidung haben sich entsprechende Geschäfte für Unterhaltungsmedien (Schallplatten, später CDs und Videos sowie Computer- und Konsolenspiele) etabliert.
Viele Secondhandläden bieten jedoch neben Kleidung auch Gegenstände aus den genannten Sparten an, so dass die Grenzen, etwa auch zum Antiquitätenhandel, fließend sind.

## Verkauf von gespendeten Gebrauchtwaren zu karitativen Zwecken

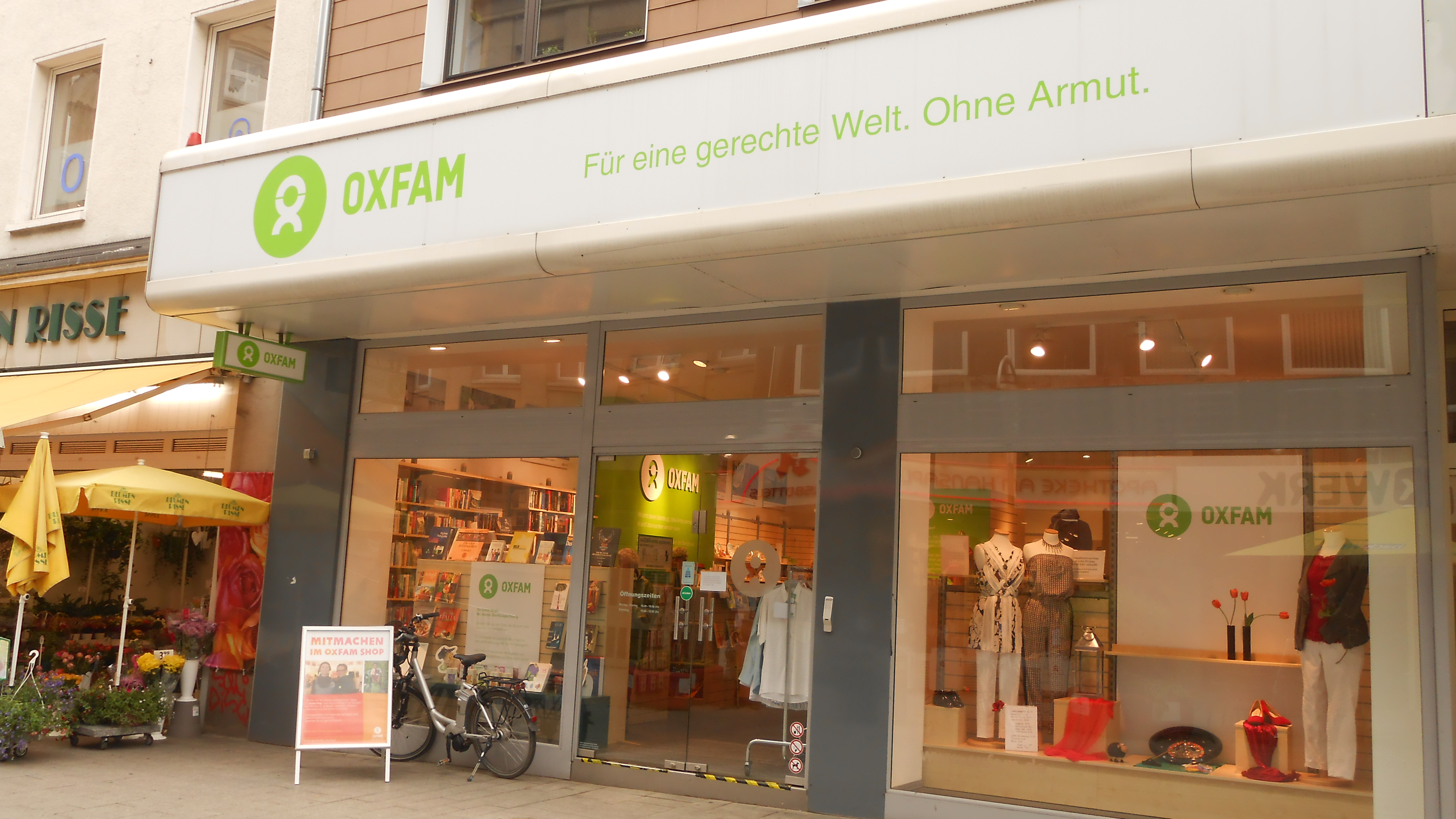
Filiale von Oxfam in Dortmund

Organisationen wie die Diakonie, Caritas, Arbeiterwohlfahrt,  oder Oxfam oder Selbsthilfevereinen Wohnungsloser (wie „motz & co“ in Berlin) betreiben gemeinnützige Gebrauchtwarenläden (in der Schweiz oft Brockenhaus oder Brockenstube genannt). Sie erhalten ihre Waren meist kostenlos und haben vorwiegend ehrenamtliche Mitarbeiter. Dadurch können sie ihre Waren günstiger anbieten als gewerbliche Händler, teilweise auch zu nur symbolischen Preisen. In den Kleiderkammern des Deutschen Roten Kreuzes werden nur gebrauchte Kleidung, Schuhe und Textilien zu geringen Preisen verkauft, während in Sozialkaufhäusern wie beispielsweise dem Weißen Raben eine breite Warenpalette von Kleidung über Bücher, Küchenbedarf und Elektrogeräte bis zu Möbeln angeboten wird.
Auch öffentliche Entsorgungsbetriebe (z. B. die Halle 2 des Abfallwirtschaftsbetriebs München) betreiben Gebrauchtwarenkaufhäuser mit gebrauchten Gegenständen aus der Sperrmüllsammlung bzw. von den Wertstoffhöfen.